# El amor de Erika Ewald
El amor de Erika Ewald es un cuento del escritor austriaco Stefan Zweig, publicado en el año 1904. 

## Sinopsis
La pianista Erika Ewald se enamora durante los ensayos para un concierto de un virtuoso del violín. Si bien la naturaleza de su amor es inicialmente platónico - deleitándose en conversaciones y paseos – poco a poco crece el deseo de la joven. Esta confiesa sus sentimientos, pero considera que todavía no está lista para dar el paso definitivo y huye en el último instante. 
Durante un período indefinido de espera, en el que ambos pierden el contacto, Erika comienza a madurar su relación aunque se siente físicamente atraído por el joven artista.  Se esfuerza en conseguir una reunión con él, que finalmente logra al acudir a uno de sus conciertos. Pero cuando ella quiere hablar con él, la mira con desprecio, sonriendo desde lejos con una cantante de ópera en sus brazos. 
Después de reflexiones iniciales decide vengarse contra él entregándose al primer hombre que pueda. El destino le salva de dar este paso pues ella sabe que nunca volverá a ser capaz de amar a otro ser humano. 